# Folhas sagradas

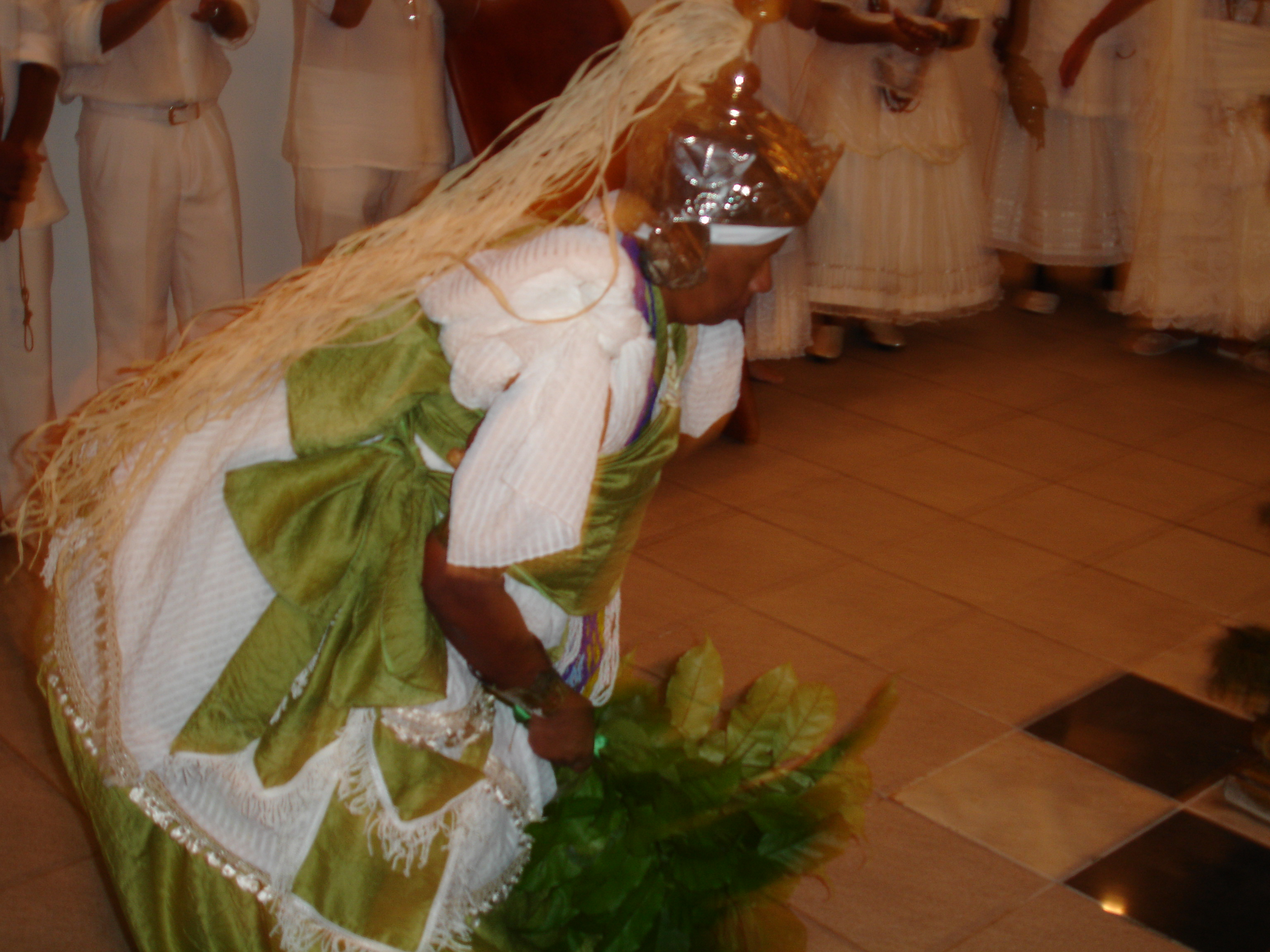
Ossaim, o Orixá das folhas. No candomblé do Ile Ase Ijino Ilu Orossi.

Hojas sagradas, Folhas sagradas, Ewé Orò u Folhas de Orô es como son llamadas las hojas, plantas, raíces, semillas, favas utilizadas en los preceptos y ceremonias, como agua sagrada de las religiones afrobrasileñas. La hoja tiene vital importancia para el pueblo santo, sin ella es imposible realizar cualquier ritual, de ahí existe un término común dado por el pueblo santo, que dice: ko si ewe, ko si Orixa o sea, sin hoja no existe Orixá.

## Características
Todas las hojas poseen poder, aunque algunas tienen finalidades específicas y no todas sirven para el baño ritual, ni para los ritos. Su uso debe ser estrictamente recomendado por el Babalorixá o en común acuerdo con el Babalosaim (sacerdote con saberes de acción, reacción y consecuencias del poder de las hojas), porque sólo ellos saben de la energía de polaridad "positiva o negativa" de cada una de ellas en función de las necesidades de cada individuo. Para su utilización en los ritos, deben saberse los Sasanha (cánticos específicos para las hojas) y el Ofó (palabras sagradas) que despiertan su poder y fuerza "axé".
Ossaim es el grande Orixa de las hojas, gran brujo, que por medio de las hojas puede realizar la curación, trayendo el progreso y la riqueza. Y en las hojas está la cura para varias enfermedades, cuerpo y espíritu. Por lo tanto, siempre debemos luchar por su conservación, para que consecuencias desastrosas no afecten a los humanos.

## Galería
Algunas imágenes de hojas sagradas:

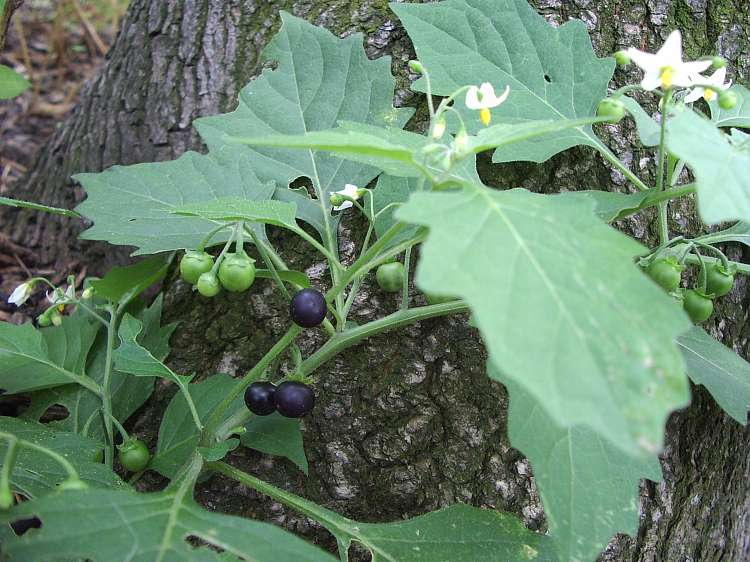
Solanum nigrum, revientacaballo
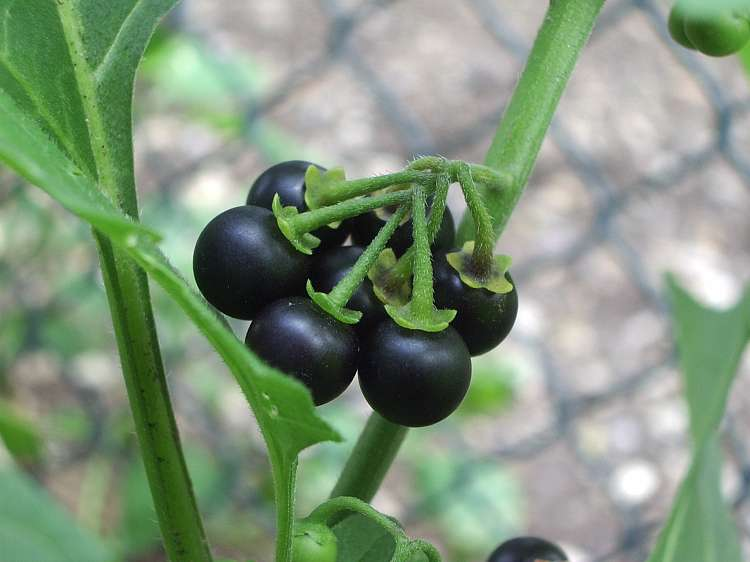
Solanum nigrum, revienta caballo
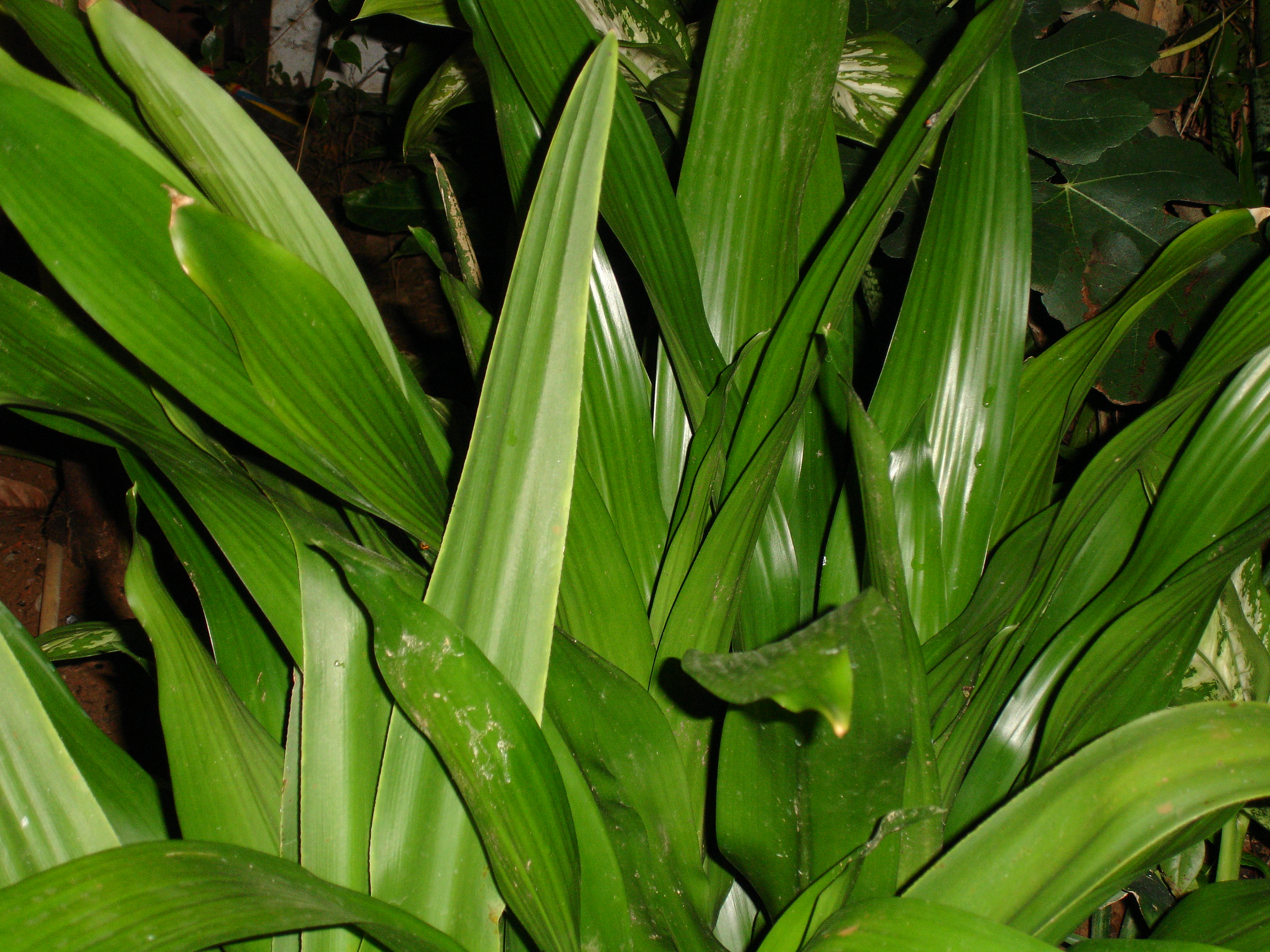
peregun, dracaena nativa
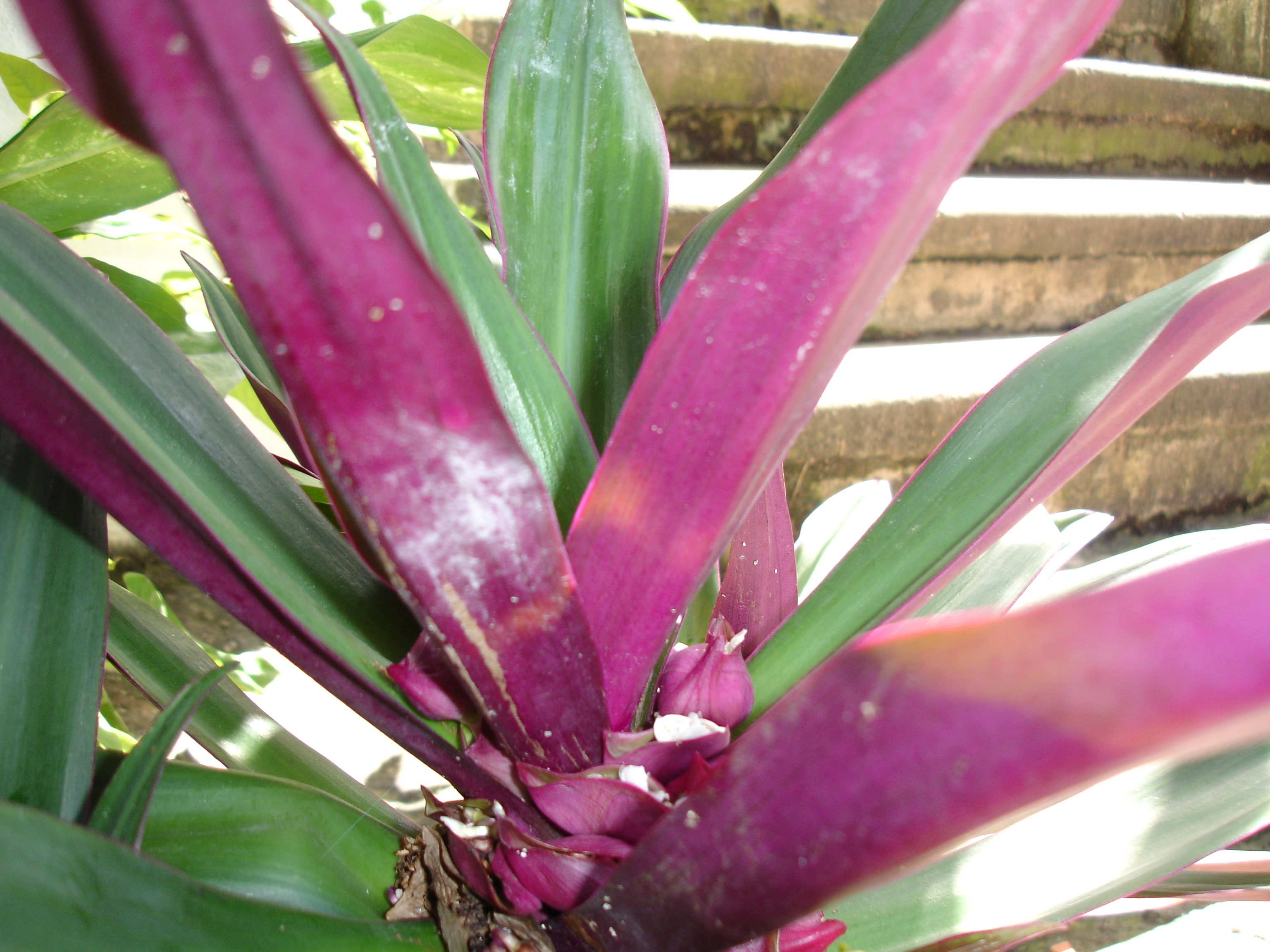
Tradescantia spathacea. espada de Iansã, Ida oya
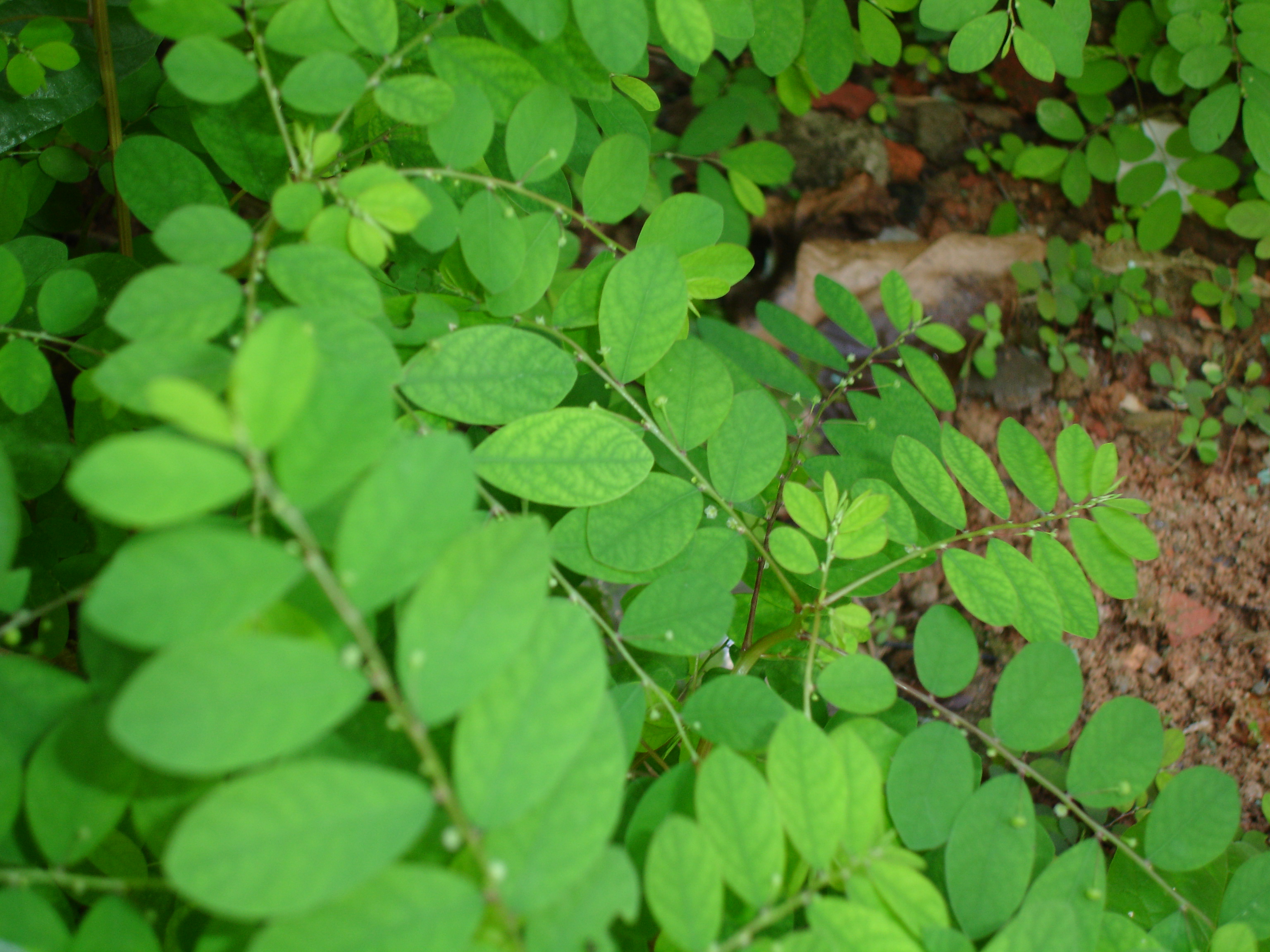
Quebra-pedra, Phyllanthus niruri
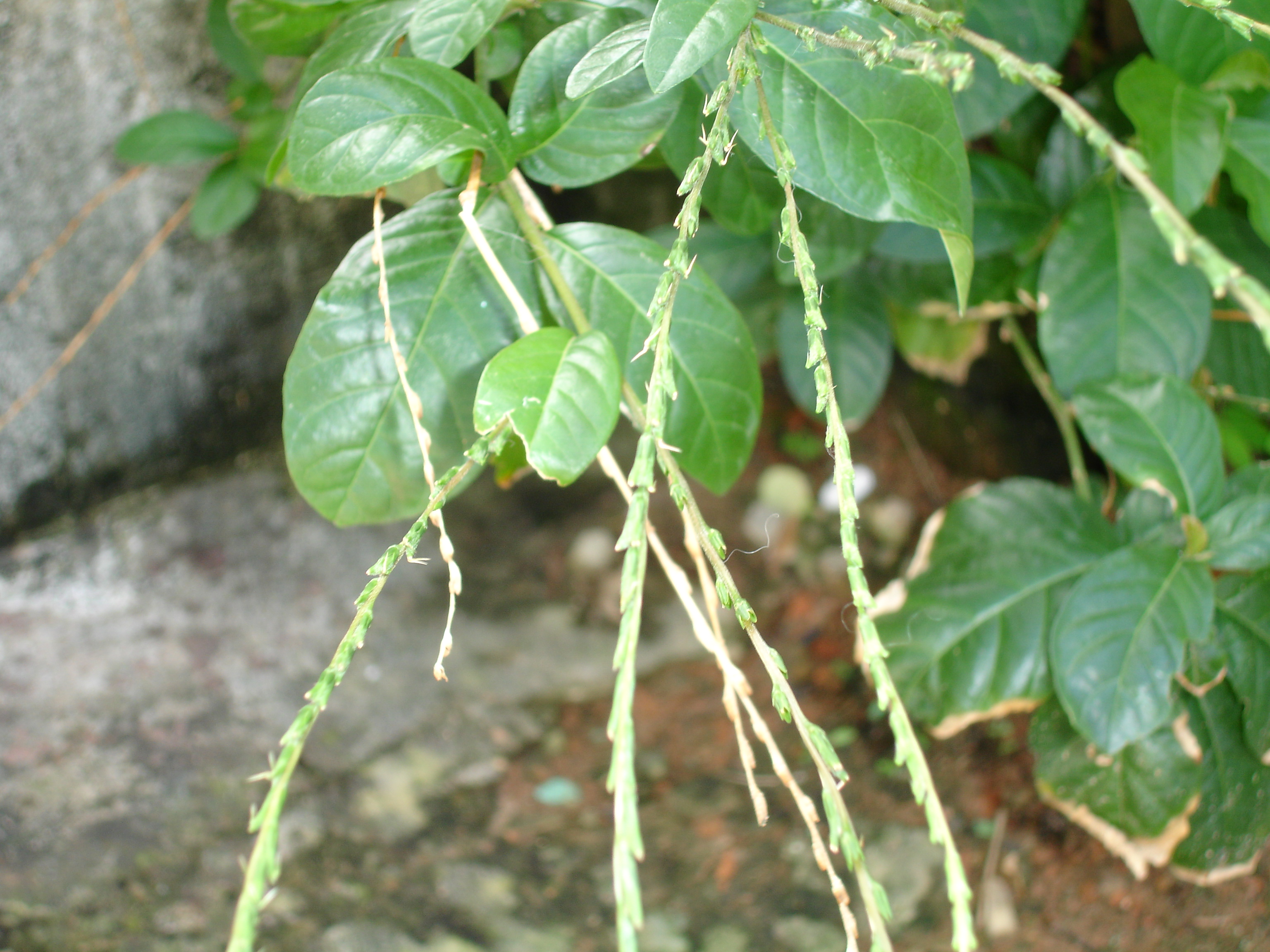
Petiveria (Guiné)
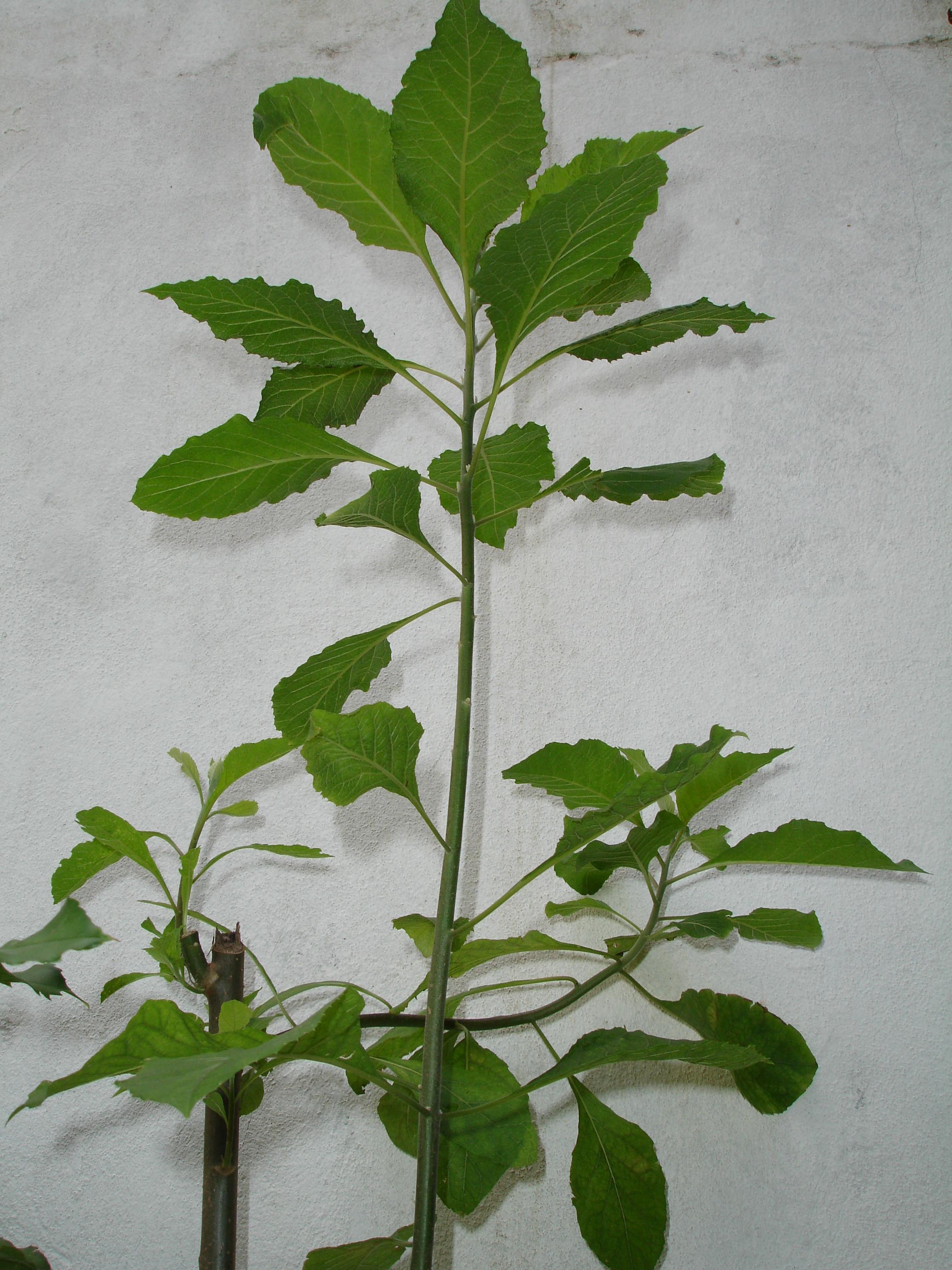
Vernonia. Aluman
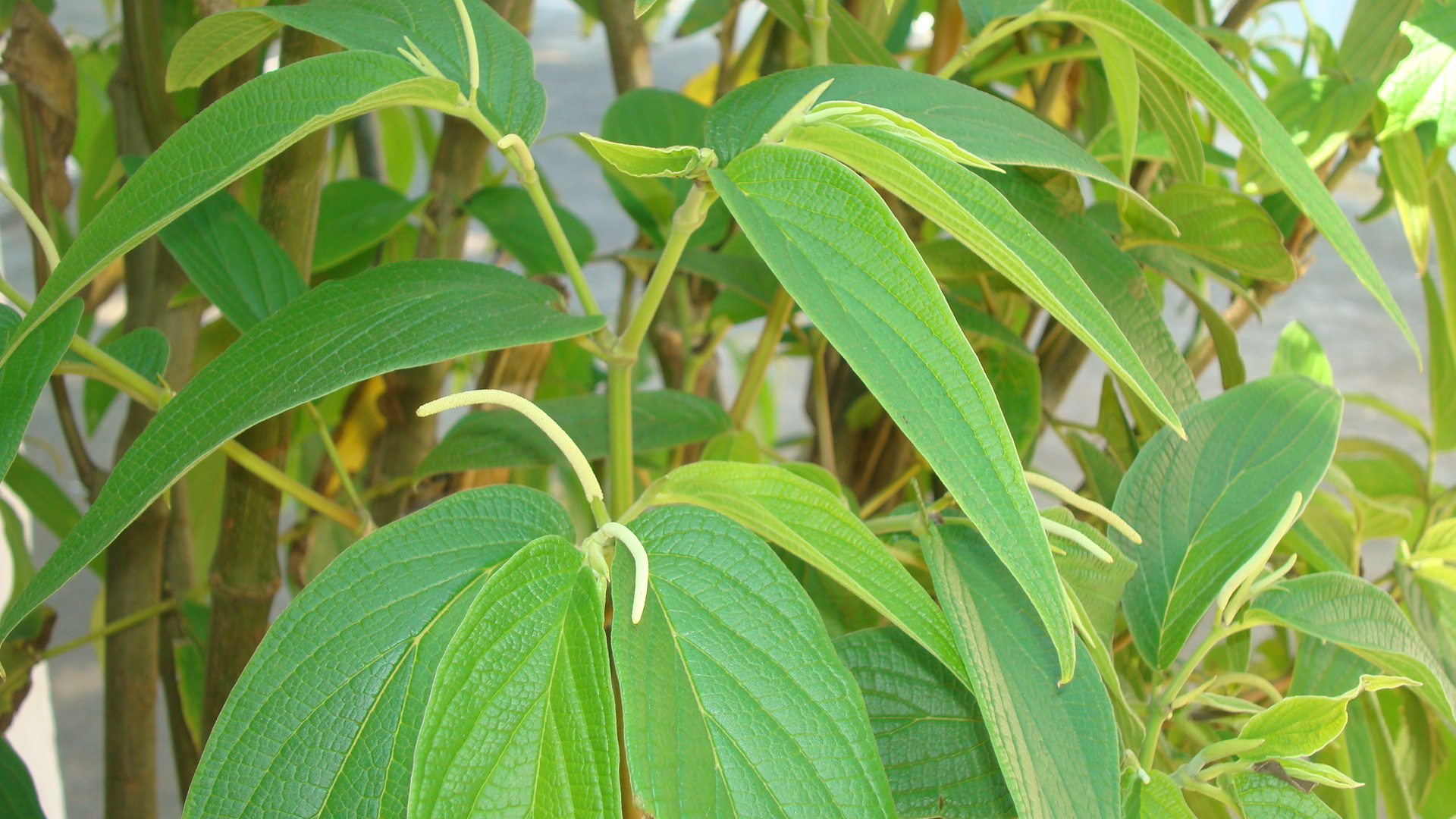
Piper rivioides, Piperaceae, Ewê boyí funfun, bétis-branco
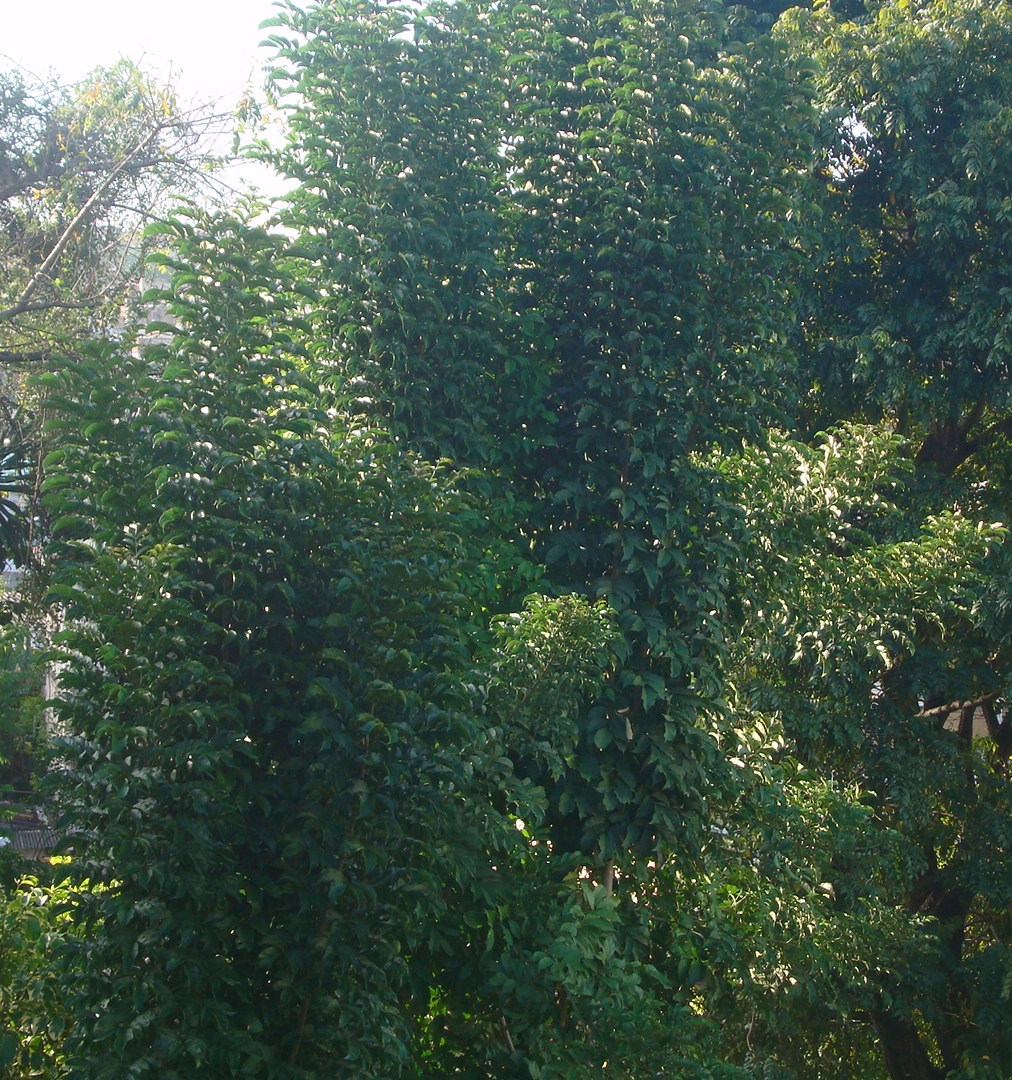
Folha de Akoko. Newbouldia laevis Seem. bignonácea
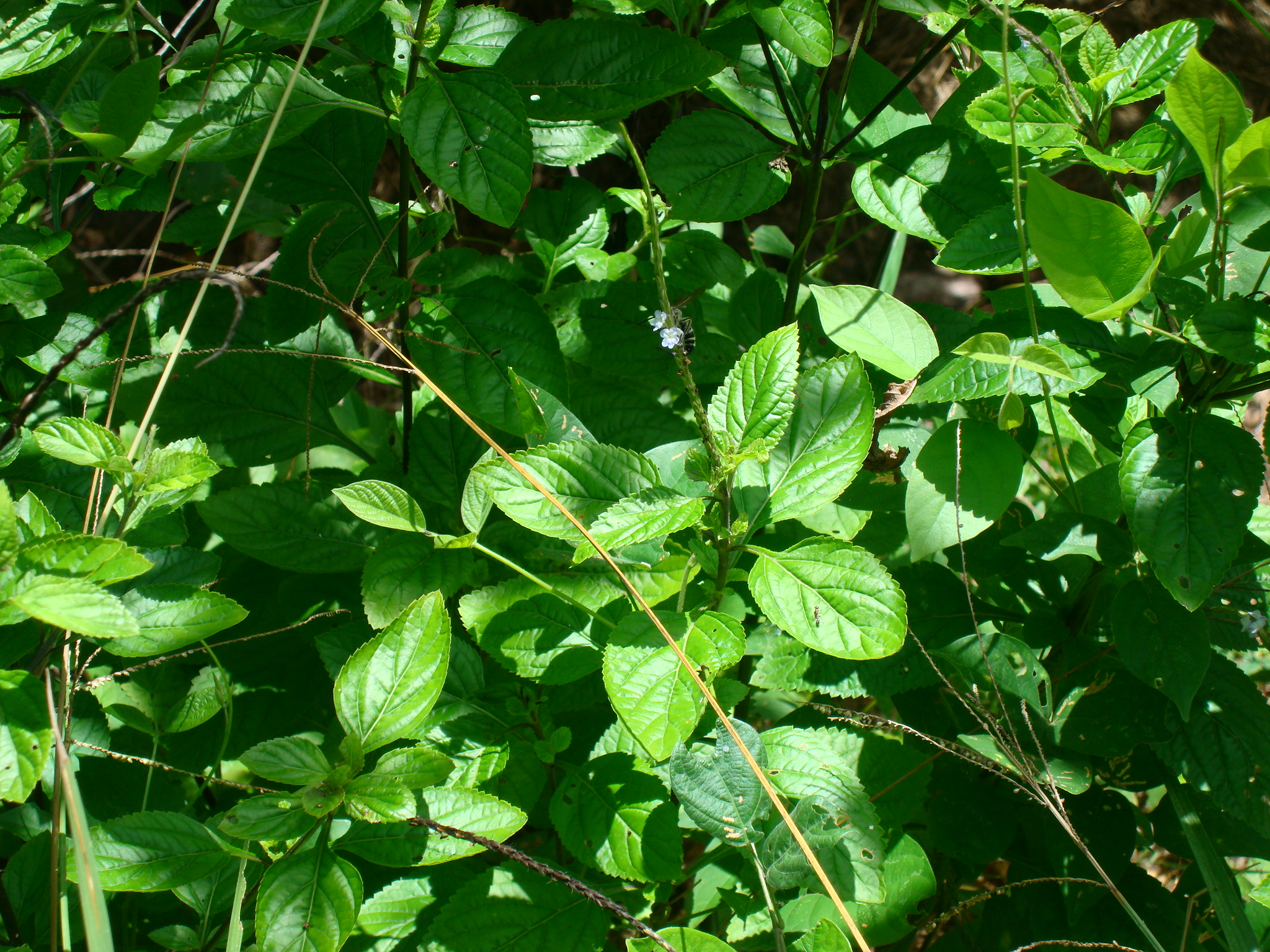
espécie Verbenaceae, Gervão
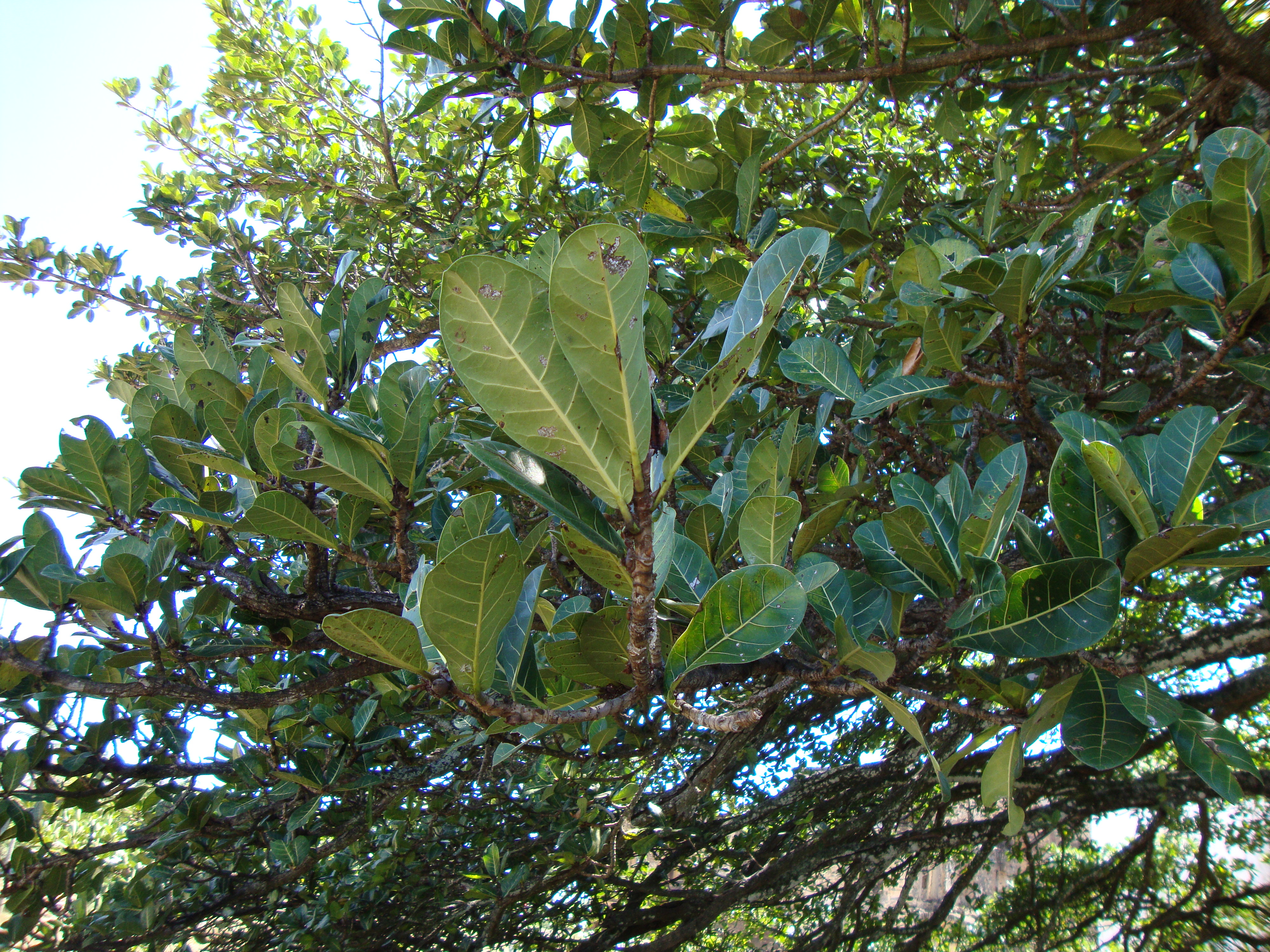
Irokò "Gameleira" "Gameleira-branca" Clorophora excelsa, Maraceae,Clorophora excelsa

## Folhas de Orò más importantes
| - Akoko "Acoco" o Primeira-folha Newboldia laevis Seem, Bignoniaceae - Irokò "Gameleira" "Gameleira-branca" Clorophora excelsa, Moraceae ou Ficus doliaria, Moraceae - Odundum "Folha-da-costa", Folha-da-fortuna", Abamoda "àbámodá" o "Saião" Kalanchoe brasiliensis, Crassulaceae - Imu "Begônia o Azedinha" Begonia cucullata, Begoniaceae - Awurepepe "Pimentinha-d'água" Spylanthes acmella, Asteraceae - Oxibatá "Baronesa" Nymphaea lotus, Nymphaeaceae - Oju Orò "Erva-de-santa-luzia" Pistia stratiotes, Araceae - Misi misi "Vassourinha-de-relógio" ou "Vassourinha-mofina" Scoparia dulcis, Scrophulariaceae - Ida oya"Espada-de-iansã" Tradescantia spathacea, Commelinaceae - Owu "Algodón" Gossypium sp., Malvaceae - Gboro ayabá, "Salsa-da-praia" ou kissajá Ipomoea asarifolia, Convolvulaceae - Orinrin "Alfavaquinha-de-cobra" Peperomia pellucida, Piperaceae - Atipolá "Erva-tostão", "Bredo-de-porco", "Pega-pinto" ou "Tangaraca" Boerhavia diffusa, Nyctaginaceae - Teteregun "Cana-do-brejo" Costus spicatus, Costaceae - Tótó "Água-de-alevante" ou "Colônia" Renealmia brasiliensis, Zimgiberaceae - Iji opé "Dendezeiro" Elaeis guineensis,Arecaceae - Ogbó "Orelha-de-macaco" Nervilia umbrosa, Orchidaceae - Ewe Abebé "Capitãozinho" Hydrocotyle bonariensis,Araliaceae - Ewe jeje "Jequiriti" Abrus precatorius, Fabaceae - Alukeresé "Dama-da-noite" Ipomoea bona-nox, Convolvulaceae - Ewê boyí funfun "Bétís-branco" Piper rivioides, Piperaceae - Jogbô "Neves-folha" ou "Neves" Hyptis pectinata, Lamiaceae - Efirin "Manjericão" Ocimum basilicum, Lamiaceae - Sunkawa "Arrozinho" Zornia reticulata, Fabaceae - Ifin funfun "Malva-branca" ou "malva" Abutilon × hybridus, Malvaceae |  | - Tamandê "Arnica-do-campo" Solidago microglossa, Asteraceae - Ewê odã "Erva-silvina" ou "Erva-fetos" Polypodiaceae - Amunimuyê "Balainho-de-velho" Centhratherum punctatum, Asteraceae - Solé "Maria-preta" Eupatorium ballotaefolium , Asteraceae - Iyabeyin "Mãe-boa" Ruellia geminiflora, Acanthaceae - Ewe ajé "Erva-da-riqueza" Alternanthera tenella, Amaranthaceae - Godogbodó "Trapoeraba" Commelina diffusa, Cammelinaceae - Ewê Iyá "Caapeba" Potomorphe umbellata, Piperaceae - Wuê mimolé "Brilhantina" Pilea microphylla, Urticaceae - Ejá Omodé "Aguapé" Eichornia crassipes, Pontederiaceae - Teté o ewe tetê "Bredo" o "Caruru-sem-espinho" Amaranthus viridis, Amaranthaceae - Makassá o Macassá, "Catinga-de-crioula" o "Catinga-de-mulata" Hyptis mollissima Benth, Lamiaceae - Eré tuntún "Levante-miúda" o "Levante" Mentha citrata, Lamiaceae - Tanaposó "Bonina" Mirabilis jalapa, Nyctaginaceae - Ewê mensã "Pára-raio" ou "Cinamomo" Melia azedarach, Meliaceae - Ewê diji ou Ewe ojé"Erva-prata" Solanum argenteum, Solanaceae - Okpá orô "Capianga" Vismia guyanensis, Clusiaceae - Botujé"Pinhão-branco" Jatropha curcas, Euphorbiaceae - Ewê inãn "Folha-de-fogo" Clidemia hirta, Melastomataceae - Ajagbaô "Tamarineiro" Tamarindus indica, Fabaceae - Gbji "Capim-de-burro" Cynodon dactylon, Poaceae - Okowô "Erva-vintém" Drymaria cordata, Caryophyllaceae - Ogbê akunko "Crista-de-galo" Heliotropium indicum, Boraginaceae - Ajobi funfun "Aroeira-branca" Schinus molle, Anacardiaceae - Ipesã o ipesanhe "Birrero o Bilreiro" Guarea trichilioides, Meliaceae |  | - Omun "Samambaia-de-poço" Lygodium polimorphum, Schyzacaceae - Peregun ko "Dracena-listrada" Dracaena fragrans var. massangeana, Ruscaceae - Pèrègún "Peregun" o "Nativo" Dracaena fragrans var. typica, Ruscaceae - Ewê bajutoná "Erva-pombinho" ou Quebra-pedra Phyllanthus niruri, Phyllanthaceae - Kunkundukunku "Batata-doce" Ipomoea batatas, Convolvulaceae - Alukpayidá "Língua-de-galinha" Uraria picta, Fabaceae - Awian "Cascaveleira" ou xiquexique Crotalaria retusa, Fabaceae - Afon "Espelina-falsa" Clitoria guyanensis, Fabaceae - Atorinã "Sabugueiro" Sambucus australis, Adoxaceae - Bujê "Jenipapo" , "Genipapero" ou "Janipapeiro" Genipa americana, Rubiaceae - Igba ajá "Jurubeba" Solanum paniculatum, Solanaceae - Iteté "Janaúba" ou "Agoniada" Plumeria rubra var. lancifolia, Apocynaceae - Etítáré "Maricotinha" o "Alfavaca-de-cobra" Monnieria trifolia, Rutaceae - Odé okoxu "Caiçara" Solanum erianthum, Solanaceae - Ewê lará "Mamona-branca" Ricinus communis, Euphorbiaceae - Ewê Odé "Carrapicho-beiço-de-boi" Desmodium adscendens, Fabaceae - Ojusaju "Guiné-tipi" Petiveria alliacea, Phytolaccaceae - Okiká "Cajazeira" Spodia mombin, Anacardiaceae - Ewurô "Alumã" ou "Alumon" Vernonia bahiensis, Asteraceae - Atoribé "Milhomens ou Milomens" Aristolochia gigantea, Aristolochiaceae - Ida orixá "Espada-de-ogum" Sansevieria zeilanica, Nolinoideae - Labelabê "Tiririca" Fuirena umbellata, Cyperaceae - Elexu "Arrebenta-cavalo" Solanum capsicoides, Solanaceae - Falákálá "Corredeira" Chamaescyce hirta, Euphorbiaceae - Exixi "urtiga graúda" Laportea aestuans, Urticaceae - Jojofá "Cansanção (planta)" Urera baccifera, Urticaceae |